# Кукумарии
Кукумарии (лат. Cucumaria) — род морских беспозвоночных из типа иглокожих класса голотурий (Holothuroidea). Насчитывает около 50 видов. Используется человеком в пищу (как правило, в варёном, сушёном или консервированном виде), обладает необычным вкусом.

## Биология
Тело продолговатой формы, мускулистое, плотное, на заднем конце закруглённое. В живом состоянии кукумария имеет вытянутое тело, которое при поднятии на поверхность сильно напрягается и укорачивается, приобретая почти шарообразную форму.
Окрашена в тёмно-бурый или тёмно-фиолетовый цвет. Брюшная сторона слегка приплюснута и окрашена несколько светлее спинной. На ней находятся многочисленные амбулакральные ножки, расположенные в 2—4 ряда строго по радиусам, которые могут сильно втягиваться внутрь. В передней части тела находится ротовое отверстие, окружённое 10 сильноветвящимися щупальцами. Могут достигать в длину 40 см и массы 1 кг.

## Образ жизни и питание
Молодь живёт среди зарослей водорослей. Взрослые ведут сидячий образ жизни, могут иногда передвигаться по дну.
Питаются частицами ила, которые собирают щупальцами.

## Размножение и развитие
Кукумария японская нерестится дважды: первый нерест в начале мая, второй — в начале июля. Половые продукты вымётываются в воду. Яйца крупные, изумрудно-зелёного цвета. Личинки плавают как планктон около 10—14 дней и затем оседают на дно. Планктонная личинка не питается.

## Распространение
Встречается в мировом океане почти повсеместно, в основном в тропической и субтропической зонах, чаще у открытых берегов и реже в закрытых бухтах, на глубинах 1—100 м (в основном на глубинах 5—50 м на сравнительно открытых участках дна с различными грунтами).
На территории России обитает в Приморье, на Сахалине, Японском, Охотском и Беринговом морях на глубинах от 0,5 м до 100 м.

## Виды
- Cucumaria acuta Massin, 1992
- Cucumaria adela Clark, 1946
- Cucumaria anivaensis Levin, 2004
- Cucumaria arcuata (Hérouard, 1921)
- Cucumaria beringiana Stepanov et Panina, 2021[4]
- Cucumaria brevidentis
- Cucumaria compressa (R. Perrier, 1898)
- Cucumaria conicospermium Levin & Stepanov, 2002
- Cucumaria crax Deichmann, 1941
- Cucumaria diligens D'yakonov & Baranova
- Cucumaria dudexa O'Loughlin & Manjón-Cabeza, 2009
- Cucumaria duriuscula Sluiter, 1901
- Cucumaria d'yakonovi Baranova, 1980
- Cucumaria elongara
- Cucumaria fallax Ludwig, 1875
- Cucumaria flamma Solis-Marin & Laguarda-Figueras, 1999
- Cucumaria frondosa (Gunnerus, 1767)
- Cucumaria fusiformis Levin, 2006
- Cucumaria georgiana (Lampert, 1886)
- Cucumaria ijimai Ohshima, 1915
- Cucumaria insperata D'yakonov & Baranova
- Cucumaria irregularis Vaney, 1906
- Cucumaria koreaensis Östergren, 1898
- Cucumaria lamberti Levin & Gudimova, 1998
- Cucumaria levini Stepanov & Pil'ganchuk, 2002
- Cucumaria manoelina Tommasi, 1971
- Cucumaria miniata (Brandt, 1835)
- Cucumaria munita Sluiter, 1901
- Cucumaria nigricans (Brandt, 1835)
- Cucumaria obscura Levin, 2006
- Cucumaria okhotensis Levin & Stepanov, 2003
- Cucumaria pallida Kirkendale & Lambert, 1995
- Cucumaria paraglacialis Heding, 1942
- Cucumaria parassimilis Deichmann, 1930
- Cucumaria perfida Vaney, 1908
- Cucumaria periprocta Vaney, 1908
- Cucumaria piperata (Stimpson, 1864)
- Cucumaria planciana (Delle Chiaje, 1841)
- Cucumaria pseudocurata Deichmann, 1938
- Cucumaria pusilla Ludwig, 1886
- Cucumaria sachalinica D'yakonov, 1949
- Cucumaria salma Yingst, 1972
- Cucumaria savelijevae Baranova, 1980
- Cucumaria tenuis Ludwig, 1875
- Cucumaria turbinata (Hutton, 1879)
- Cucumaria vaneyi Cherbonnier, 1949
- Cucumaria vegae Théel, 1886
- Cucumaria vicaria Sluiter, 1910
- Cucumaria vilis Sluiter, 1901